# Lacaze
Lacaze (okzitanisch La Casa) ist eine südfranzösische Gemeinde mit 317 Einwohnern (Stand: 1. Januar 2022) im Département Tarn in der Region Okzitanien. Die Gemeinde gehört zum Arrondissement Castres und zum Kanton Les Hautes Terres d’Oc (bis 2015: Kanton Vabre). Die Einwohner werden Lacazois genannt.

## Lage
Lacaze liegt in der Kulturlandschaft des Albigeois etwa 26 Kilometer nordöstlich von Castres und etwa 36 Kilometer südöstlich von Albi. Umgeben wird Lacaze von den Nachbargemeinden Le Masnau-Massuguiès im Norden, Viane im Osten, Espérausses im Süden und Südosten, Fontrieu im Süden, Vabre im Südwesten, Saint-Pierre-de-Trivisy im Westen und Nordwesten sowie Rayssac im Nordwesten.

## Bevölkerungsentwicklung
| Jahr                       | 1962 | 1968 | 1975 | 1982 | 1990 | 1999 | 2006 | 2013 |
| Einwohner                  | 587  | 484  | 428  | 432  | 360  | 342  | 322  | 298  |
| Quellen: Cassini und INSEE |      |      |      |      |      |      |      |      |

## Sehenswürdigkeiten
- Kirche Notre-Dame aus dem 16. Jahrhundert
- protestantische Kirche
- Kapelle Saint-Jean-del-Frech aus dem 16. Jahrhundert
- Schloss Lacaze aus dem 15./16. Jahrhundert, seit 1927 Monument historique
- Schloss Camalières aus dem 19. Jahrhundert
- Wasserfall von Le Saut

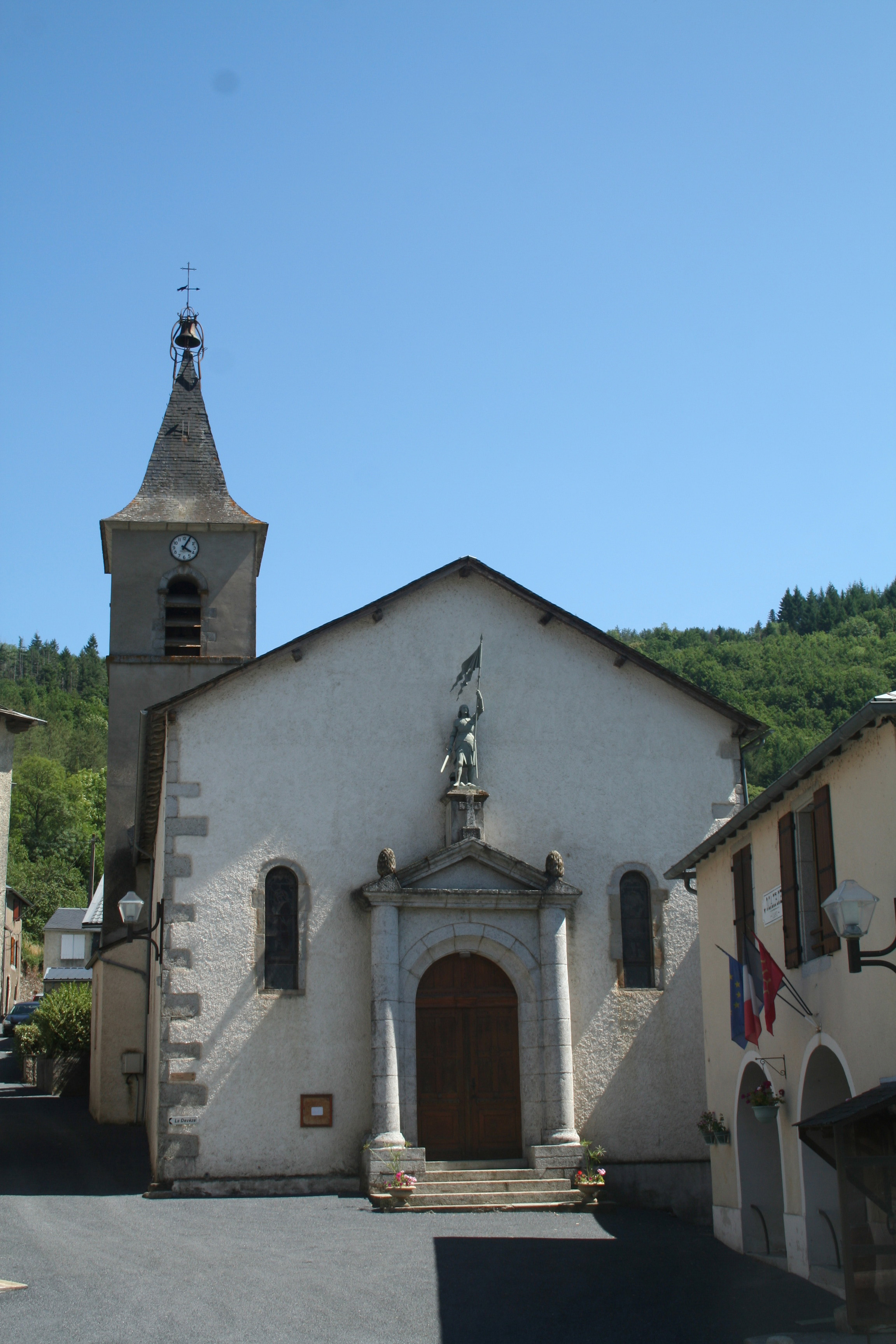
Kirche Saint-Paul
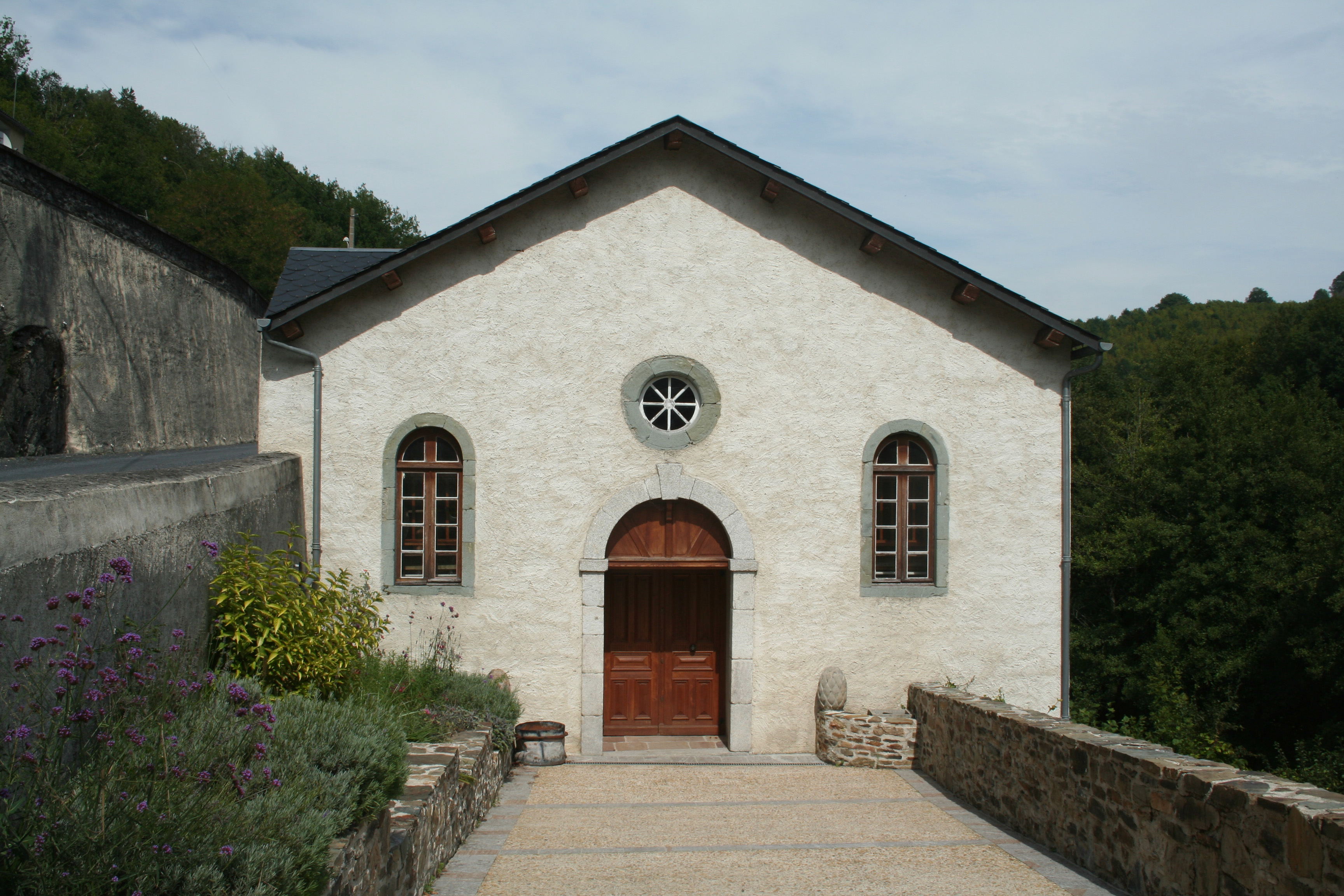
Protestantische Kirche
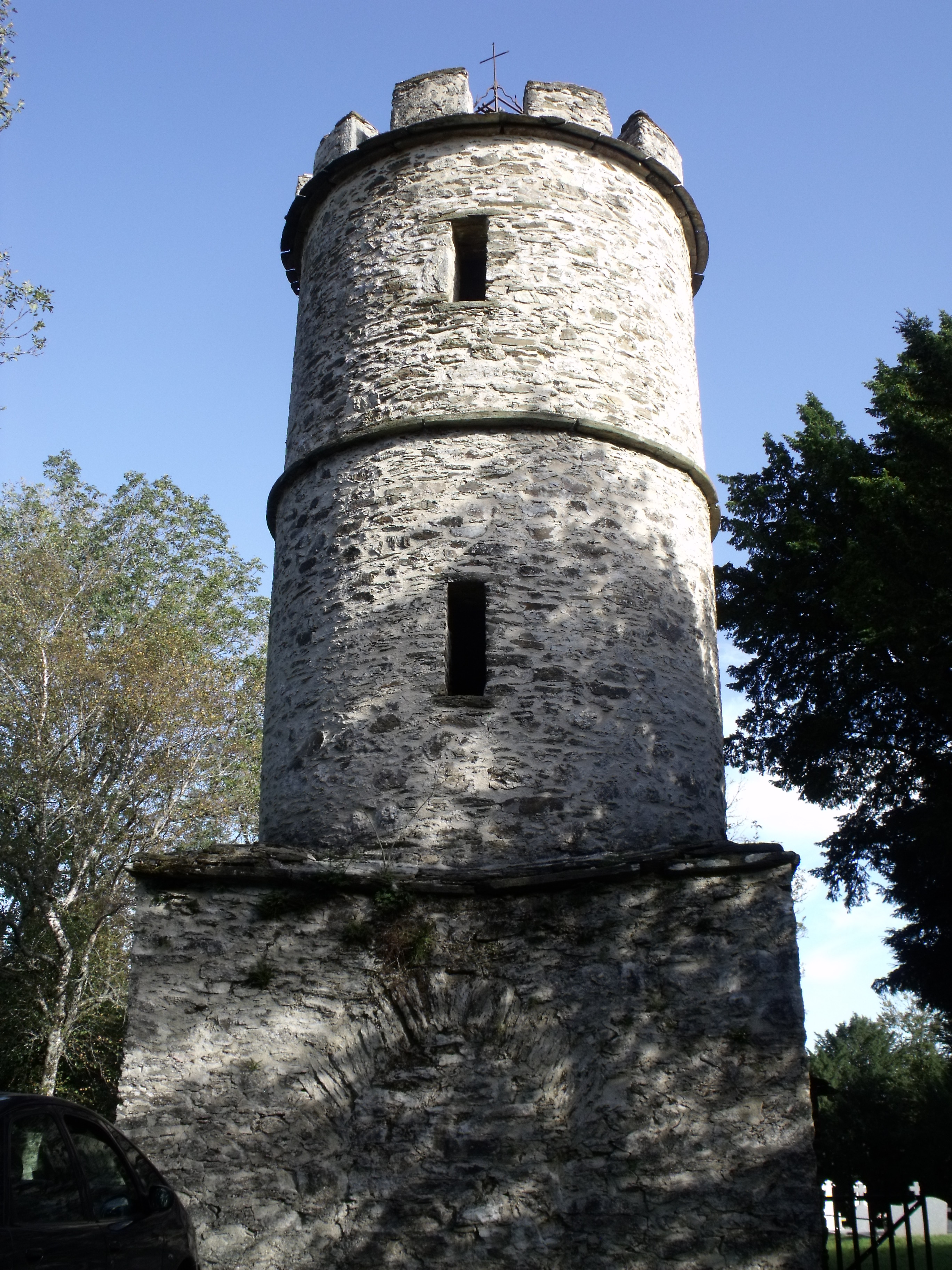
Kapelle Saint-Jean-del-Frech
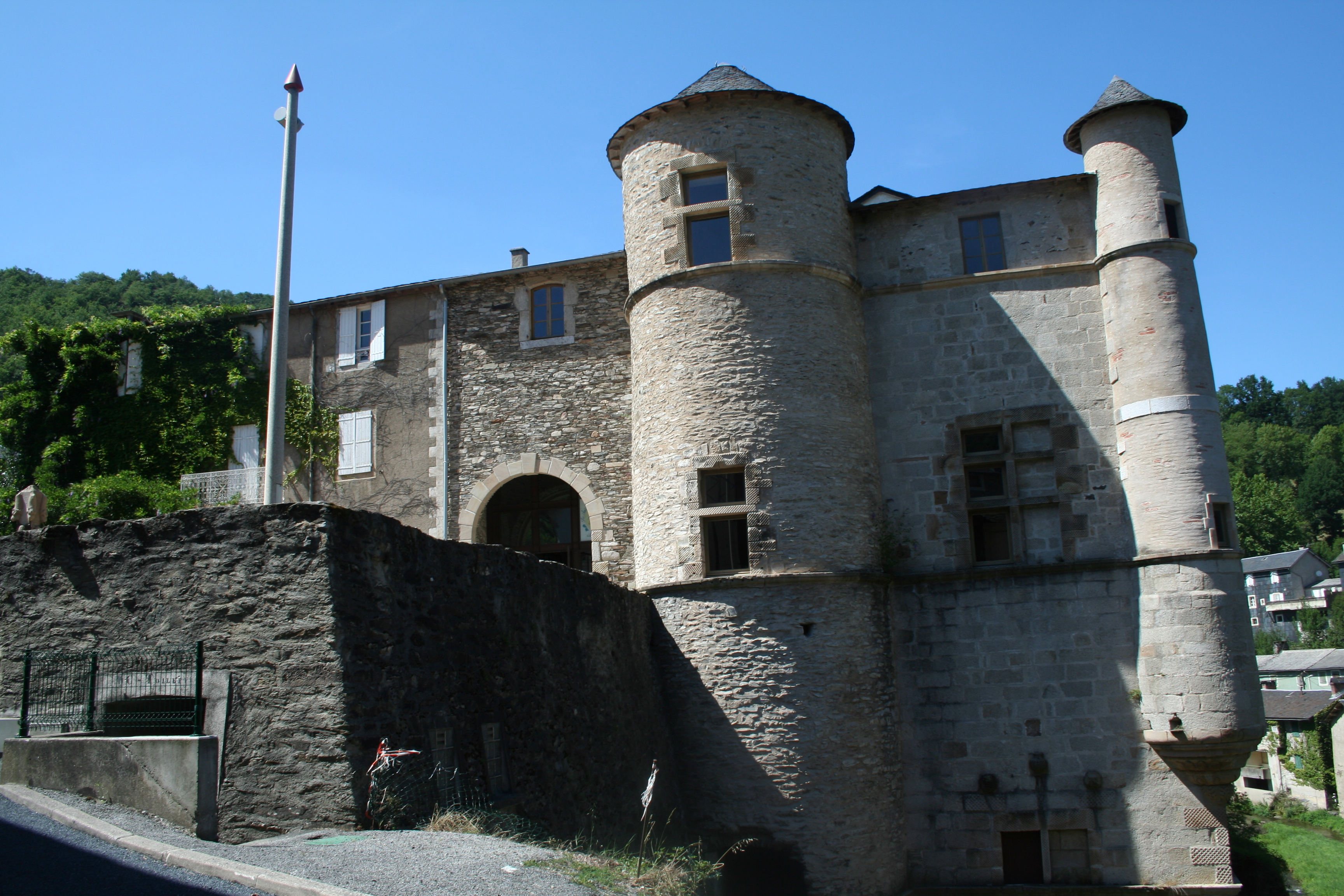
Schloss Lacaze